# Cham de Phan Rang
Pour les articles homonymes, voir Cham.
Le cham de Phan Rang (ou cham oriental) est une langue austronésienne parlée dans le Sud du Viêt Nam, autour des villes de Phan Rang et Phan Ri.

## Dialectes
Le cham de Phan Rang (Panduranga) est une des langues de la branche des langues chamiques. Il est très proche du cham occidental parlé essentiellement au Cambodge. Les deux parlers sont souvent considérés comme des dialectes. Leurs différences sont surtout dans le vocabulaire et la prononciation, alors que leur grammaire est très proche.

## Classification
Les langues chamiques, qui sont apparentées aux langues malaïques, font partie du groupe malayo-polynésien occidental.

## Phonologie
Les tableaux présentent la phonologie du cham de Phan Rang, les voyelles et les consonnes.

### Voyelles
|         | Antérieure | Centrale | Postérieure |
| ------- | ---------- | -------- | ----------- |
| Fermée  | i [i]      | ɨ [ɨ]    | u [u]       |
| Moyenne | e [e]      | ə [ə]    | o [o]       |
| Ouverte | ɛ [ɛ]      | a [a]    | ɔ [ɔ]       |

### Consonnes
|              |              | Bilabiales | Alvéolaires | Alvéolaires | palatales | Vélaires | Glottales |
| ------------ | ------------ | ---------- | ----------- | ----------- | --------- | -------- | --------- |
| Centrales    | Latérales    | Bilabiales |             |             | palatales | Vélaires | Glottales |
| Occlusives   | Sourde       | p [p]      | t [t]       |             |           | k [k]    | ʔ [ʔ]     |
| Occlusives   | Aspirée      | ph [pʰ]    | th [tʰ]     |             |           | kh [kʰ]  |           |
| Occlusives   | Injective    | ɓ [ɓ]      | ɗ [ɗ]       |             |           |          |           |
| Fricative    | Fricative    |            | s [s]       |             |           |          | h [h]     |
| Affriquée    | Sourde       |            |             |             | c [tʃ]    |          |           |
| Affriquée    | Aspirée      |            |             |             | ch [tʃʰ]  |          |           |
| Nasale       | Nasale       | m [m]      | n [n]       |             | ñ [ɲ]     | ŋ [ŋ]    |           |
| Liquide      | Liquide      |            | r [r]       | l [l]       |           |          |           |
| Semi-voyelle | Semi-voyelle | w [w]      |             |             | y [j]     |          |           |

## Tons
Le cham de Phan Rang est à l'origine une langue atonale. Elle connaît un processus de tonogénèse, c'est-à-dire qu'elle passe à une langue à tons.

## Sources
- (en) Thurgood, Graham, From Ancient Cham to Modern Dialects. Two Thousand Years of Language Contact and Change, Oceanic Linguistics Special Publications no 28, Honolulu, University of Hawai'i Press, 1999,  (ISBN 0-8248-2131-9)
- (en) Thurgood, Graham, Phan Rang Cham, The Austronesian Languages of Asia and Madagascar, pp. 498-512, Routledge Language Family Series, Londres, Routledge, 2005,  (ISBN 0-7007-1286-0)